# Marie Joseph Butler
Pour les articles homonymes, voir Butler.
Mère Marie Joseph « Johanna » Butler (22 juillet 1860 - 23 avril 1940) est une religieuse irlandaise, mère générale des Religieuses du Sacré-Cœur de Marie et fondatrice des collèges et écoles de Marymount,,. 

## Biographie
Johanna Butler est née à Ballynunry, dans le comté de Kilkenny, le 22 juillet 1860. Elle est la septième enfant de John Butler, gentleman farmer, et d'Ellen (née Forrestal). Elle fréquente l'école des Sœurs de la Miséricorde de New Ross, dans le comté de Wexford, puis elle entre dans la Congrégation du Sacré-Cœur de Marie à Béziers, dans l'Hérault en France, en 1876. Elle prend le nom de Marie Joseph lorsqu'elle est envoyée à Porto, Portugal en 1879, professant en 1880. De 1880 à 1903, elle enseigne à Porto et Braga, devenant supérieure de l'école en 1893,. 
En 1903, elle est nommée directrice de l'école de la congrégation à Sag Harbor, Long Island, New York, avec la responsabilité d'étendre l'influence de l'ordre là-bas. Son cousin, James Butler, lui donne un terrain à Tarrytown, New York en 1907, où elle a fondé la première école Marymount cette année-là, puis le premier collège Marymount en 1918. Elle agit en tant que présidente du collège, l'établissement bénéficiant d'une charte de l'Université de l'État de New York pour décerner des diplômes de baccalauréat en 1924. Butler est élue mère générale de son ordre en 1926, servant jusqu'à sa mort. Elle est la première supérieure américaine élue à la congrégation internationale de l'église catholique. Elle présente un système éducatif unique intégrant des normes religieuses et académiques élevées dans le but de préparer les jeunes femmes à une société en mutation,. Elle devient citoyenne des États-Unis en 1927. 
Sous son influence, l'Ordre fonde 14 écoles, dont un noviciat à New York, trois écoles et trois collèges Marymount, et 23 fondations internationales avec des écoles Marymount à Rome, Paris et Québec, et un noviciat à Ferrybank, Waterford, Irlande. 
Butler meurt le 23 avril 1940 à Tarrytown où elle est enterrée. En 1954, ses écrits spirituels sont publiés sous le titre As an eagle: the spiritual writings of Mother Butler R.S.H.M. par JK Leahy. Son procès en canonisation débute en 1948,. 